# Starköl

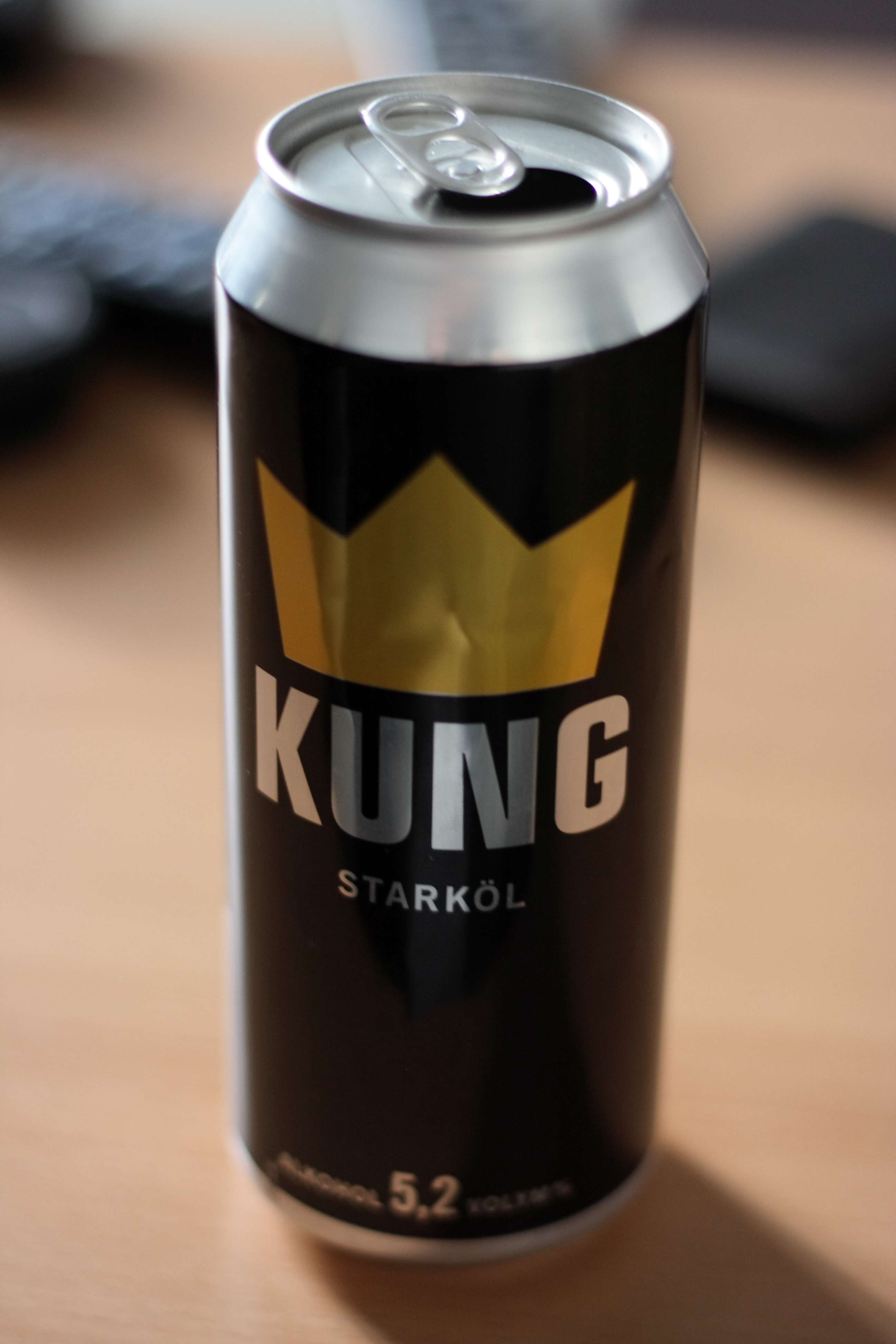
Kung starköl med en alkoholhalt på 5,2 volymprocent

Starköl är en benämning på ett öl som i något avseende är starkare än ett normalöl. Begreppet är bara allmänt använt i ett fåtal länder, och vad som utgör starköl definieras oftast genom nationell skattelagstiftning.

## Finland
Starköl definieras i Finland som öl vilket tidigare tillhörde skatteklass IV, eller i folkmun A-öl (efter IV A), med en alkoholhalt på minst 4,8 volymprocent. Det finns två övriga delar i klassen IV, klass IV A med en alkoholhalt mellan 4,8 och 5,8 volymprocent och klass IV B med en alkoholhalt på minst 5,9 volymprocent. Klassbeteckningen har ingen skatteteknisk betydelse idag, då ölskatten inte haft några klasser sedan år 1995. Därför visar man av traditionella orsaker bara klassbeteckningen för finska ölmärken. Starköl såldes länge endast i Alko-affärer och restauranger, men sedan 2024 kan starköl med en alkoholhalt upp till 8.0 % även köpas i dagligvaruhandeln.

## Sverige
Starköl är i Sverige öl med alkoholhalt över 3,5 volymprocent, vilket inom detaljhandeln endast får säljas på Systembolaget. Sedan 1 juli 1977 ingår även det tidigare mellanölet i klassen, varför starköl före 1 juli 1977 var öl med alkoholhalt över 4,5 volymprocent.[källa behövs].

### Historik
I slutet av 1800-talet var typiska alkoholhalter i svensktillverkat öl som följer: svensköl 2,5 viktprocent, lagerdricka 2,6 viktprocent, pilsnerdricka 3,8 viktprocent, lageröl 4,2 viktprocent och porter 6,1 viktprocent. Efter att en maltskatt hade införts i Sverige 1903, delvis efter dansk förebild där en sådan skatt infördes 1891, infördes en indelning av maltdryckerna i tre klasser i 1907 års förordning angående tillverkning och beskattning av maltdrycker. Klass I utgjordes av maltdrycker med högst 2,25 volymprocent alkohol och högst 6 procent stamvörtstyrka och kallades allmänt svagdricka. Klass II utgjordes av maltdrycker med högst 3,6 volymprocent alkohol och högst 9,5 procent stamvörtstyrka och kallades allmänt pilsnerdricka. Klass III utgjordes av maltdrycker med högre alkoholhalt än 3,6 volymprocent eller högre stamvörtstyrka än 9,5 procent och kallades helt enkelt öl.
Från 1866 gällde olika former av reglering av ölförsäljning. I samband med att Brattsystemet och motboken började införas nationellt och successivt hårdare regleringar för alkoholhaltiga drycker infördes, skärptes även reglerna för försäljning av öl. 1917 års förordning angående försäljning av rusdrycker innebar att samma regler gällde för försäljning av egentligt öl, alltså maltdryck klass III, som för spritdrycker och vin. När denna reglering infördes upphörde bryggerierna med produktion av klass III och fokuserade på den alkoholsvagare pilsnerdrickan. 1919 års förordning angående försäljning av pilsnerdricka reglerade sedan försäljningen av maltdryck klass II med 2,25 till 3,6 volymprocent och försäljningen av den var inte lika hårt reglerad som den av vin och spritdrycker.
1922 infördes därefter ett förbud mot försäljning av öl klass III i Sverige, trots att folkomröstningen om rusdrycksförbud samma år avfärdade ett totalförbud mot alla rusdrycker. Detta förbud varade fram till 1955. Med senare tiders beteckning har denna förbudstid kallas "starkölsförbudet" och innebar alltså att den övre gränsen för det öl som fick säljas fritt sattes vid 3,6 volymprocent. Detta var alltså den styrka för den pilsnerdricka eller kort och gott pilsner som serverades på tidens ölkaféer. Öl klass III kunde dock tillverkas för export och därför förekom beteckningar som "klass III export" och "exportöl" under lång tid efter att förbudet hade hävts. Starköl kunde också skrivas ut mot recept på apotek och den säsongsmässiga variationen för dessa recept antydde att en hel del trots mot förbudet genom liberal receptförskrivning förekom.
Begreppet starköl infördes i Sverige i samband med att försäljning av öl klass III åter tilläts från 1955. Begreppet tillkom på initiativ av 1944 års nykterhetskommitté (som arbetade fram till 1953) och samtidigt infördes begreppet lättöl för det som tidigare kallats svagdricka och öl för det som tidigare kallats pilsnerdricka. Det svenska begreppet starköl är alltså en relativt sentida skapelse utan direkt internationell motsvarighet och kom alltså till som konsekvens av att starkölet var starkare än de öl (pilsnerdricka) som tidigare varit tillåtna i Sverige.

## Tyskland
I Tyskland definieras starköl som ett öl med 16 % stamvörtstyrka eller högre. Det ger en alkoholhalt av 5-10 viktprocent. Bland starkölen märks Bockbier, Doppelbock och Eisbock. Starkölens marknadsandel är i Tyskland mindre än en procent av all öl som säljs.

## USA
I Förenta Staterna benämns öl med en alkoholhalt överstigande 5 volymprocent ofta som Malt Liquor i lagstiftningen, men direkta språkliga motsvarigheter till "starköl" utnyttjas inte.